# 鴨王 (奈良時代)
鴨王（かもおう、生年不詳 - 宝亀11年7月9日（780年8月13日））は、奈良時代の皇族。二品・志貴皇子の孫。官位は従四位上・左大舎人頭。

## 経歴
天平神護3年（767年）三世王の蔭位により従五位下に直叙される。
神護景雲4年（770年）10月に伯父の白壁王が即位（光仁天皇）したことから、11月に二世王待遇として従兄弟の桑原王・神王とともに四階昇進して従四位下に叙せられる。宝亀8年（777年）従四位上・左大舎人頭に叙任されている。
宝亀11年（780年）7月9日卒去。最終官位は散位従四位上。

## 官歴
『続日本紀』による。
- 天平神護3年（767年） 正月18日：従五位下（直叙）
- 神護景雲4年（770年） 11月6日：従四位下
- 宝亀8年（777年） 正月7日：従四位上。10月13日：左大舎人頭
- 宝亀11年（780年） 7月9日：卒去（散位従四位上）